# Lecane paxiana
Lecane paxiana är en hjuldjursart som beskrevs av Hauer 1940. Lecane paxiana ingår i släktet Lecane och familjen Lecanidae. Inga underarter finns listade i Catalogue of Life.